# Pichidegua
Pichidegua ist eine Stadt und Gemeinde in der Provinz Cachapoal in der Región del Libertador General Bernardo O’Higgins in Chile. Bei der Volkszählung im Jahr 2017 hatte sie 19.714 Einwohner. Die Gemeinde erstreckt sich über eine Fläche von 320 km².
Der Name kommt von pichi, klein, und einer Abwandlung von deuy, Feldmaus.

## Bevölkerung
Laut der Volkszählung des Nationalen Statistikinstituts von 2002 hatte Pichidegua 17.756 Einwohner (9208 Männer und 8548 Frauen). Von diesen lebten 4965 (28 %) in städtischen Gebieten und 12.791 (72 %) in ländlichen Gebieten. Die Bevölkerung wuchs zwischen den Volkszählungen von 1992 und 2002 um 7 % (1162 Personen). Im Jahr 2017 zählte man 19.714 Personen.

## Persönlichkeiten
- Juan Cornejo (* 1990), Fußballspieler